# Arie Vooren
Arie Vooren (* 11. Januar 1923 in Berverwijk; † 3. Juni 1988 in Cuneo, Italien) war ein niederländischer Radrennfahrer und nationaler Meister im Radsport.

## Sportliche Laufbahn
Vooren war im Straßenradsport und im Bahnradsport aktiv. Von 1943 bis 1951 war er Unabhängiger und Berufsfahrer. 1946 siegte er in der niederländischen Ronde van Limburg. Die Tour de France 1947 und die Vuelta a España 1947 beendete er nicht. In der Ronde van Nederland 1948 wurde er Vierter. Er gewann eine Reihe von Kriterien in seiner Heimat.
In den Rennen der Monumente des Radsports war der 9. Platz in der Flandern-Rundfahrt 1948 sein bestes Resultat. Bei den Straßenradsport-Weltmeisterschaften 1946 war er im Profirennen ausgeschieden.
Auf der Bahn wurde er im Sechstagerennen von New York 1948 und von München 1949 Dritter. 1947 gewann er die nationale Meisterschaft im Punktefahren. 1948 und 1949 wurde er Dritter der Meisterschaft.